# Ramallah & Al-Bireh
Het gouvernement Ramallah & Al-Bireh (Arabisch: محافظة رام الله و البيرة, Rām Allāh wa al Bīrah) is een van de zestien administratieve gouvernementen waarin de Palestijnse Autoriteit is opgedeeld. Ramallah & Al-Bireh is gelegen in het centrum van de Westbank en grenst in het westen aan Israël. De omringende gouvernementen zijn (van boven te beginnen): Qalqilya, Nablus, Jericho, Jeruzalem. De gouvernementshoofdstad is Al-Bireh.
Volgens het Palestijns Centraal Bureau voor Statistiek telde het gouvernement 279.730 inwoners anno 2007.

## Woonkernen

### Steden
- Ramallah (27.460 inw.)
- Beitunia (19.761 inw.)
- al-Bireh (38.202 inw.)

### Gemeenten
De volgende plaatsen in Ramallah & Al-Bireh gouvernement hebben meer dan 4.000 inwoners.
- Bani Zeid
- Bani Zeid ash Sharqiya
- Beit Liqya
- Beit Ur al-Tahta
- Bir Zeit
- Deir Dibwan
- AL-Itihad (Census 1997: Beitillu)
- Kharbatha al-Misbah
- al-Mazra'a ash-Sharqiya
- Ni'lin
- Qibya
- Shuqba
- Silwad
- Sinjil
- al-Zaitounah

### Dorpen
Deze dorpen in het Ramallah & Al-Bireh gouvernement hebben meer dan 1.000 inwoners.
- Abu Qash
- Abud
- Abwein
- Ajjul
- 'Atara
- Beitin
- Bil'in
- Beit Sira
- Budrus
- Burqa
- Deir Ibzi
- Deir Jarir
- Deir Abu Mash'al
- Deir Qaddis
- Deir as-Sudan
- Dura al-Qar
- Ein 'Arik
- Ein Yabrud
- al-Janiya
- Jifna
- Kafr Ein
- Kafr Malik
- Kafr Ni’ma
- Kharbatha Bani Harith
- Khirbet Abu Falah
- Kobar
- al-Lubban al-Gharbi
- al-Midya
- al-Mughayyir
- Qarawat Bani Zeid
- Rammun
- Rantis
- Ras Karkar
- Saffa
- Surda (het nieuwe presidentieel paleis van Mahmoud Abbas[2])
- Taybeh
- At Tira
- Turmus Ayya

### Vluchtelingenkampen
- Al Jalazun Camp (7813 inw.)
- Al Am'ari Camp (5014 inw.)
- Deir 'Ammar Camp (1834 inw.)
- Qaddura Camp (1208 inw.)
- Silwad Camp

Westelijke Jordaanoever:
Bethlehem · Hebron · Jenin · Jeruzalem · Jericho · Nablus · Tubas · Tulkarm · Qalqilya · Ramallah & Al-Bireh · Salfit

Gazastrook:
Deir el-Balah · Gaza · Khan Yunis · Noord-Gaza · Rafah